# António Vitorino
António Manuel de Carvalho Ferreira Vitorino (ur. 12 stycznia 1957 w Lizbonie) – portugalski polityk i prawnik, parlamentarzysta krajowy, eurodeputowany IV kadencji, minister, członek Komisji Europejskiej w latach 1999–2004.

## Życiorys
Ukończył w 1981 studia prawnicze na Uniwersytecie Lizbońskim. W 1986 uzyskał magisterium z nauk politycznych i prawnych. Od 1982 praktykował jako adwokat, jak również pracował na macierzystej uczelni, w późniejszych latach wykładał także na innych uniwersytetach.
Zaangażował się w działalność polityczną w ramach Partii Socjalistycznej. W 1980 po raz pierwszy wybrany na posła do Zgromadzenia Republiki. Mandat deputowanego uzyskiwał również w 1983, 1985, 1986, 1995 i 2005. W latach 1994–1995 był posłem do Parlamentu Europejskiego IV kadencji.
Od 1983 do 1985 był sekretarzem stanu ds. parlamentarnych. W latach 1986–1987 pełnił funkcje sekretarza stanu w administracji rządowej w Makau. Po powrocie do Portugalii od 1989 do 1994 zajmował stanowisko sędziego sądu konstytucyjnego. W 1995 wszedł w skład pierwszego rządu Antónia Guterresa jako minister obrony narodowej i wicepremier. W 1997 zrezygnował z tych funkcji w związku z zarzutami dotyczącymi unikania płacenia podatków, które nie zostały potwierdzone. Od 1998 do 1999 był wiceprezesem zarządu Portugal Telecom Internacional. W 1999 powrócił do aktywności publicznej – został portugalskim członkiem Komisji Europejskiej kierowanej przez Romano Prodiego, odpowiadając za sprawiedliwość i sprawy wewnętrzne.
Po 2005 powrócił do praktyki adwokackiej, powoływany w skład kierowniczych organów przedsiębiorstw m.in. sektora bankowego.
Należał do Komitetu Działania na rzecz Europejskiej Demokracji. W 2011 został prezesem instytutu Notre Europe, który założył Jacques Delors. W latach 2018–2023 pełnił funkcję dyrektora generalnego Międzynarodowej Organizacji ds. Migracji.